# Plan van Uitleg

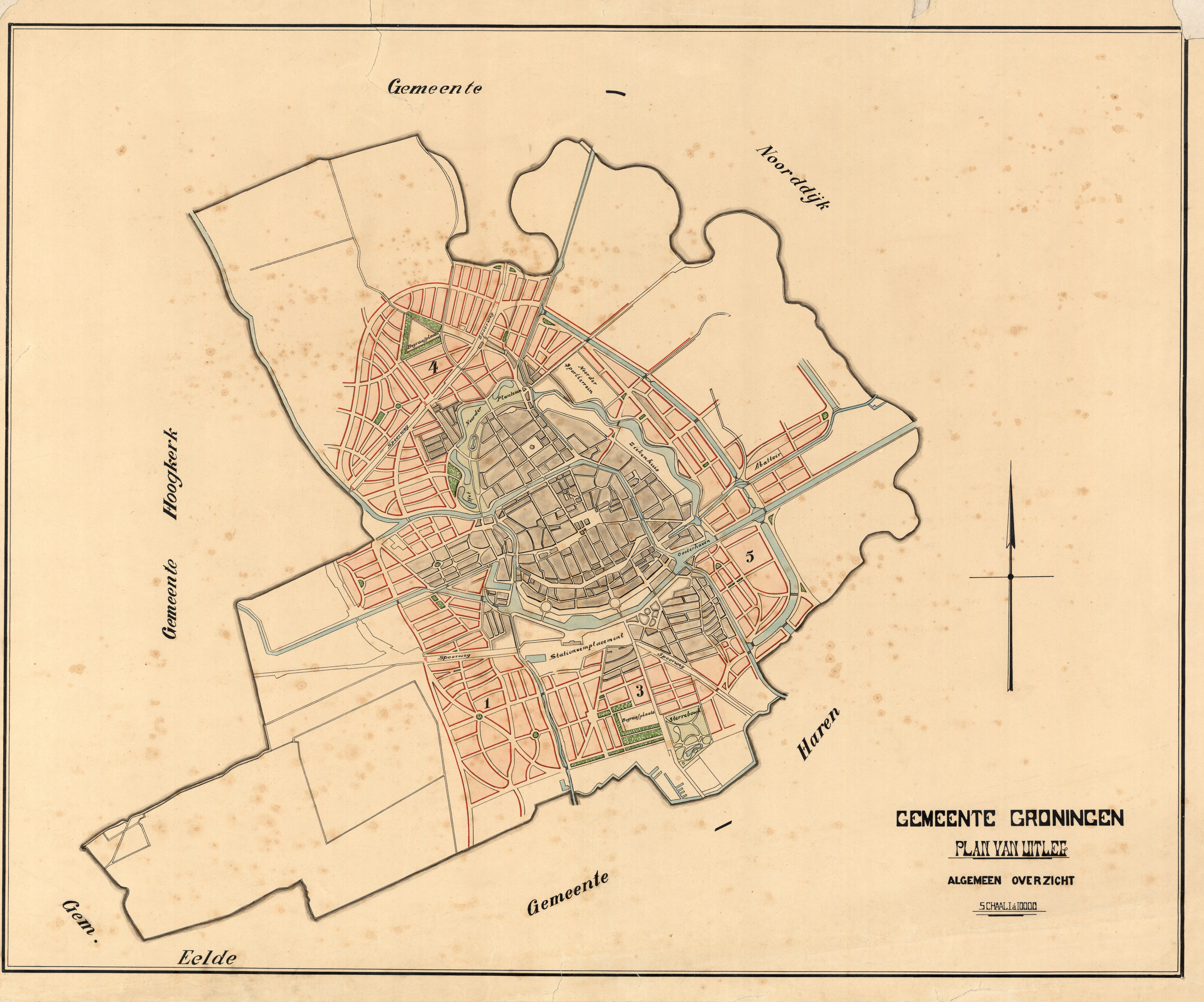
Overzichtskaart. De 5 nummers verwijzen naar de vijf deelplannen. 1: Grunobuurt en omgeving Westerhaven
2: Niet aangegeven: Betreft de buurt aan oostzijde van het centrum
3: Herewegbuurt en Rivierenbuurt
4: Buurten aan noordzijde van het Noorderplantsoen
5: Tussen Winschoterdiep en Oosterhaven

Het Plan van Uitleg was het eerste uitbreidingsplan van de Nederlandse stad Groningen in de 20e eeuw. Het werd in 1903 opgesteld door de in 1900 aangesteld gemeentearchitect Jan Anthony Mulock Houwer als uitvloeisel van de Woningwet en werd in 1906 in gewijzigde vorm vastgesteld door de gemeenteraad van Groningen. Het is tot ver in de jaren 1920 bepalend geweest voor de uitbreidingen van de stad buiten de geslechte vestingwallen van Groningen. 
Het plan van Mulock Houwer was geïnspireerd op het werk van de stedenbouwkundige ideeën van de Oostenrijkse architect Camillo Sitte. Zijn esthetische aanpak bleek voor de stad Groningen echter veel te duur. Ook werd de uitvoering van het plan vertraagd door onteigeningsprocedures.
Het plan zette met name in op de aanleg van wegen, pleinen en waterwegen als basis voor de handel en industrie, die een grote rol werden toebedacht. Mulock Houwer plande nieuwe bedrijventerreinen aan de oostzijde van de stad, waarvoor het Gorechtkanaal werd geprojecteerd als nieuwe waterverbinding tussen het Winschoterdiep en het Boterdiep. Ten weerszijden van dit nieuwe kanaal moest industrie worden ontwikkeld en ten oosten ervan zou een goederenspoorlijn moeten komen. Aan noord -, oost- en zuidoost en zuidwestzijde (Schildersbuurt, Zeeheldenbuurt en Grunobuurt) van de stad werden arbeiderswijken gepland bij de nieuw aan te leggen bedrijventerreinen en aan zuidzijde wijken gepland voor de beter gesitueerden, de Herewegbuurt, Rivierenbuurt. Na de annexaties van omringende gemeenten werd het plan voor de oostzijde gewijzigd: een deel van de bedrijventerreinen werd toen vervangen door arbeiderswijken en een terrein voor de uitbreiding van het Academisch Ziekenhuis. Op basis van het Plan van Uitleg verrezen delen ook delen van de huidige Oranjebuurt, Noorderplantsoenbuurt, Tuinwijk, De Hoogte en de Oosterparkwijk.
In 1928 maakten Berlage en Schut een nieuw uitbreidingsplan voor de stad Groningen, dat voortborduurde op het plan van Mulock Houwer, maar een veel groter gebied omvatte.

Gedetailleerde overzichtskaart van het Plan van Uitleg
Uitwerkingsplan voor het zuidelijk deel van de stad